# Jüdische Gemeinde Marburg
Die Jüdische Gemeinde Marburg ist eine der elf jüdischen Gemeinden in Hessen und gehört zum Landesverband der Jüdischen Gemeinden in Hessen, der seit 1949 besteht.

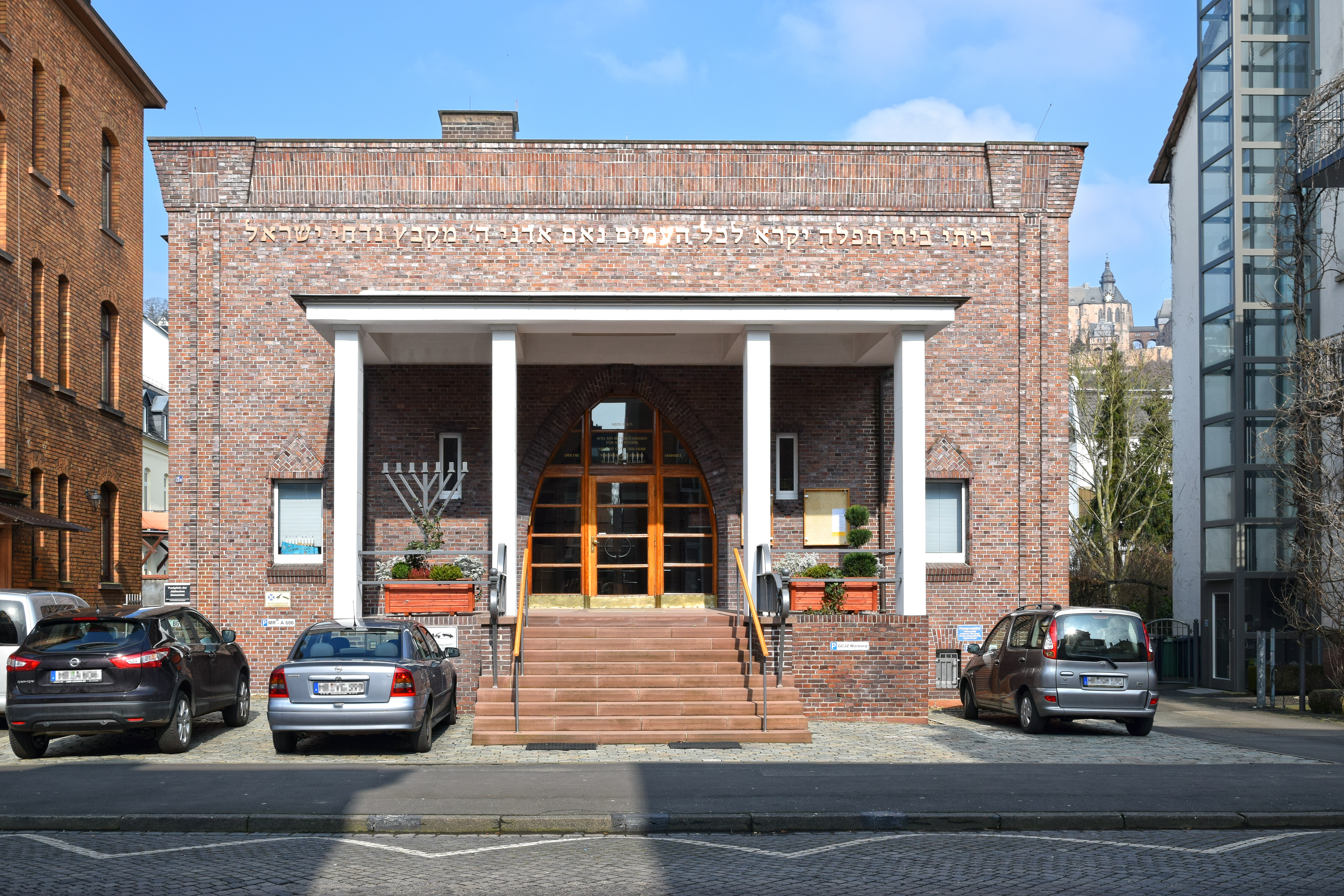
Derzeitige Synagoge (2016)

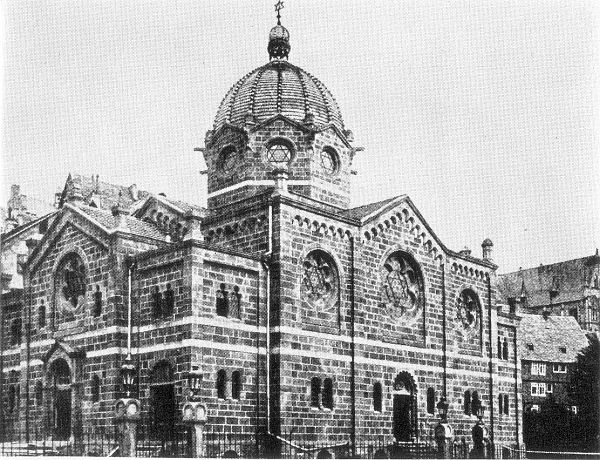
Synagoge in der Universitätsstraße (1897–1938)

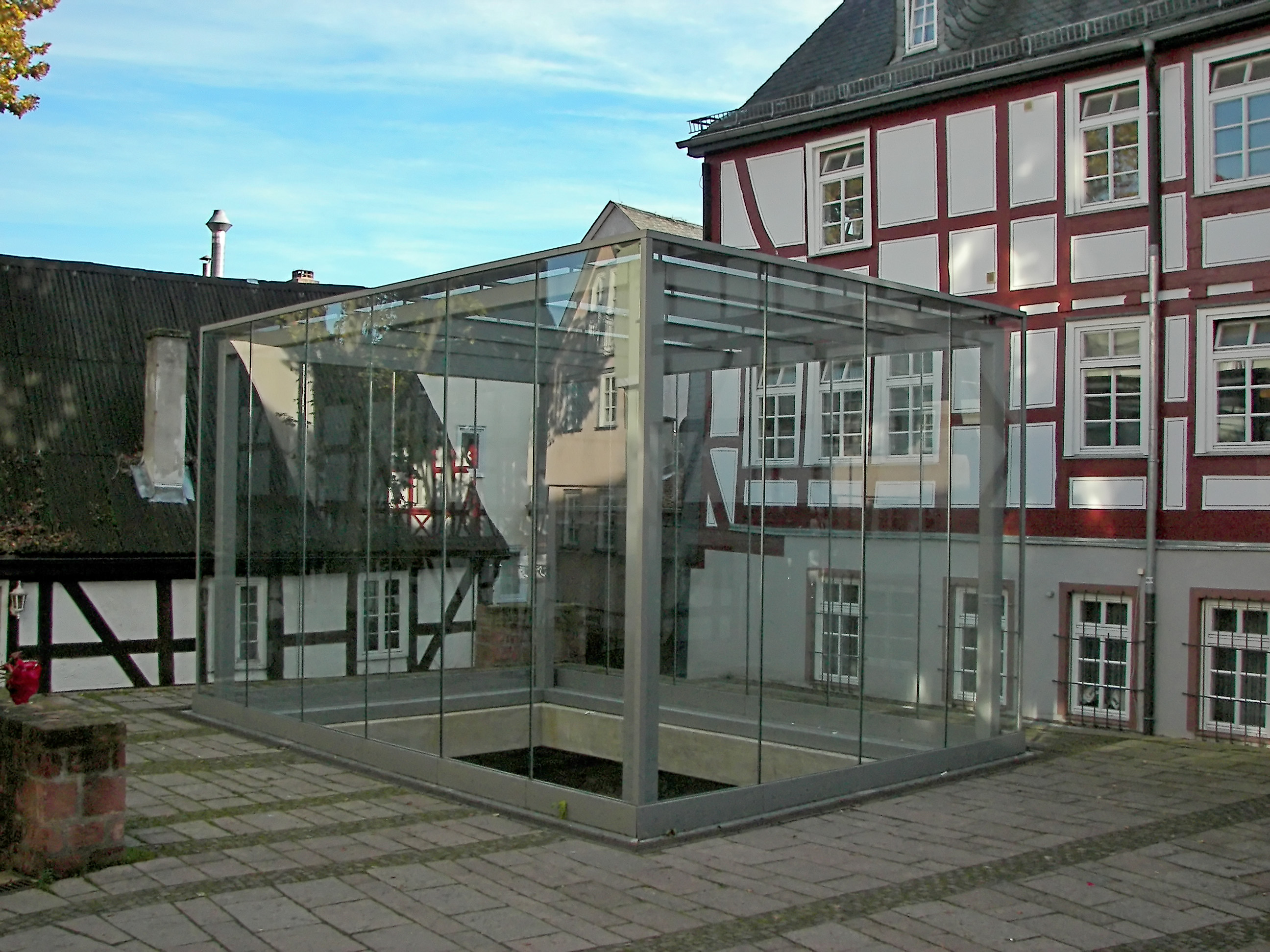
Schaukasten über den Resten einer früheren Synagoge

## Geschichte
Eine Jüdische Gemeinde gab es in Marburg erstmals im Mittelalter. Eine größere Anzahl jüdischer Familien lebte in der ersten Hälfte des 14. Jahrhunderts in der Judengasse (heute: Schlosssteig). Die 1317 erstmals genannte und beim Stadtbrand 1319 zerstörte Synagoge wurde vermutlich um 1280 an Stelle eines älteren Gebäudes erbaut. Ein Neubau erfolgte nach 1320 an derselben Stelle (Reste 1993 bei Ausgrabungen wiederentdeckt). Bei der Judenverfolgung in der Pestzeit 1348/49 wurde die jüdische Gemeinde vernichtet. Nach 1364 konnten wieder einige Juden zuziehen. Sie lebten auf Grund der beruflichen Einschränkungen vor allem vom Geldverleih, doch werden in der zweiten Hälfte des 14. Jahrhunderts unter anderem auch zwei jüdische Ärzte in der Stadt genannt. 1524 wurden die Juden auf Grund einer Verordnung von Landgraf Philipp I. aus Marburg vertrieben.
Seit Anfang des 17. Jahrhunderts konnten wieder einzelne jüdische Familien zuziehen. Sie lebten wieder im Bereich der Judengasse und der benachbarten Wettergasse. Im Laufe des 19. Jahrhunderts erfolgte eine Zuwanderung aus umliegenden Landgemeinden, sodass gegen Ende des 19. Jahrhunderts über 500 jüdische Gemeindeglieder gezählt wurden (etwa 3 % der Gesamtbevölkerung). Seit 1823 war Marburg Sitz eines Provinzialrabbinates (u. a. Rabbiner Leo Munk, 1876–1918). Seit Mitte des 19. Jahrhunderts eröffneten jüdische Gewerbetreibende zahlreiche Geschäfte (besondere Bedeutung hatten die Lederhandlungen), Kaufhäuser, Banken. Jüdische Ärzte und Rechtsanwälte eröffneten Praxen und Kanzleien.
An der Universität lehrte von 1876 bis 1912 der Philosoph Hermann Cohen. Im August 1818 war eine erste größere Synagoge eingeweiht worden. Im September 1897 erfolgte die Einweihung einer Synagoge an der Universitätsstraße. Diese Synagoge wurde beim Novemberpogrom 1938 von Marburger SA-Leuten geschändet und niedergebrannt. 1933 lebten noch 341 jüdische Personen in Marburg. Ein Teil von ihnen konnte in den folgenden Jahren auswandern oder in andere Städte verziehen. Diejenigen, die in Marburg blieben, wurden 1941 nach Riga (23 Personen) beziehungsweise 1942 nach Theresienstadt und in die Vernichtungslager des Ostens deportiert (54 Personen) und im Holocaust ermordet.
Nach 1945 gründeten Überlebende von Konzentrationslagern eine neue jüdische Gemeinde in der Stadt, doch ging insbesondere durch Auswanderung nach Israel die Zahl der jüdischen Gemeindeglieder bis 1961 auf 15 Personen zurück. Eine neue jüdische Gemeinde wurde Mitte der 1980er-Jahre durch den aus Israel zugezogenen Amnon Orbach gegründet. 2006 gehören der Gemeinde etwa 350 Personen an. Am 26. November 2005 konnte eine neue Synagoge in der Liebigstraße eingeweiht werden, am 28. Oktober 2010 konnte eine neue Thorarolle vollendet und in die Synagoge gebracht werden.

## Synagogen in Marburg
| Einweihung/Errichtung   | Straße/Lage                       | Anmerkung                                                                             |
| ----------------------- | --------------------------------- | ------------------------------------------------------------------------------------- |
| Spätestens 1280         | Ecke Mainzer Gasse / Schlosssteig | 1452 Abriss der ersten Synagoge in der Judengasse                                     |
| 1640                    | Schlosssteig 6                    | Privatsynagoge in der Judengasse                                                      |
| 1720                    | Langgasse 7                       | heute Wohnhaus                                                                        |
| 14. August 1818         | Ritterstraße 2                    | heute Wohnhaus                                                                        |
| 15. September 1897      | Universitätsstraße 11             | am 10. November 1938 niedergebrannt (Pogromnacht), siehe Synagoge Marburg (1897–1938) |
| Ab Mai (28. März?) 1945 | Lutherstraße 2 1/2                | heute Verein deutscher Studenten                                                      |
| 3. Februar 1946         | Landgraf-Philipp-Straße 2         | heute Turnerschaft Schaumburgia                                                       |
| Ab Mai 1950             | Schulstraße 7                     | Nutzungsende unbekannt, abgerissen, heute Parkhaus                                    |
| 1. September 1989       | Pilgrimstein 25                   | Nach dem Zuzug vieler Juden aus der ehem. UdSSR zu klein geworden                     |
| 26. November 2005       | Liebigstraße 21a                  |                                                                                       |